# ラトビア

ラトビア共和国
Latvijas Republika

国の標語：不明
国歌：Dievs, svētī Latviju!（ラトビア語）
ラトビアに幸いあれ！

ラトビア共和国（ラトビアきょうわこく、ラトビア語: Latvijas Republika）、通称ラトビアは、北ヨーロッパの共和制国家。面積約6.5万 km2、人口約189万人（2021年1月時点）、首都はリガ。フィンランド、エストニア、リトアニアなどとともにバルト海東岸に位置する国の一つである。北隣のエストニア、南隣のリトアニアを含めたバルト三国は1940年にソビエト連邦に占領・併合され、ソ連崩壊に伴い独立「回復」を宣言した（ラトビアは1990年5月）。2004年に北大西洋条約機構（NATO）と欧州連合（EU）に加盟、2014年に通貨ユーロ導入。2016年に経済協力開発機構（OECD）加盟国となった。

## 概要
国境は、北はエストニア、南はリトアニア、東はロシア、南東はベラルーシと接する。国連の分類では北ヨーロッパの国である。首都のリガは港湾都市で、バルト海クルーズの主な寄港地の一つでもある。
公用語はラトビア語である。国民の約27%がロシア系住民で、映画・テレビ・新聞・雑誌などではロシア語も広く利用される。また、世代によっては英語またはドイツ語も話すことができる。このマルチリンガルな国の特色は外国企業の進出の要因にもなっている。
北方戦争などを経てロシア帝国支配下となったが、第一次世界大戦後の1918年11月18日に独立を宣言。ロシア革命で成立したロシア・ソビエト連邦社会主義共和国（ソ連の前身）は1920年にラトビアと平和条約を結んだが、ソ連はナチス・ドイツとの密約に基づき東欧や北欧への侵略を進め、ラトビアなどは1940年に占領された（バルト諸国占領）。
翌1941年、ナチス・ドイツがソ連に侵攻（独ソ戦）。緒戦の進撃でラトビアも占領されたが、ソ連軍の反攻で再占領された。その後はソビエト連邦構成共和国の一つとなり、ソ連崩壊で1990年5月に独立回復を宣言し、その後は親欧米路線をとっている（日本国政府による国家の承認は翌1991年9月6日、外交関係樹立は同年10月10日）。

## 国名
正式名称はラトビア語で、Latvijas Republika。通称、Latvija（[ˈlatvija]、ラトヴィヤ）。
日本語の表記は、ラトビア共和国。通称、ラトビア。
国名の「ラトビア」は、バルト人の一派であるラトガレ人 (Latgalians) に由来する。

## 歴史
- 8世紀 - ヴァイキングが進出。居留地のみ。
- 13世紀初め - このころ、リヴォニア帯剣騎士団が領有を始める。
- 1629年 - リーフラント（スウェーデン領）とクールラント（ポーランド領）に分裂。
- 1730年 - リーフラントとクールラントの双方が、事実上ロシア帝国の支配下に入る。
- 1918年11月18日 - 第一次世界大戦後に独立を宣言（ラトビア第一共和国）。
- 1940年8月5日 - ソ連に併合され、ラトビア・ソビエト社会主義共和国となる。
- 1941年6月14日 - ソ連軍がこの日だけで1万5000人を強制連行し、そのうち6000人が収容先で亡くなった[7]
- 同年 - 独ソ戦により、全域がナチス・ドイツの軍政下に入る。
- 1944年 - 大戦末期、ソ連が再占領。ラトビア・ソビエト社会主義共和国が復活。翌年ドイツ降伏。
- 1990年5月4日 - ラトビア共和国が事実上 (de facto) ソ連の支配下にあってもなお法的 (de jure) には独立国家であった旨を宣言。
- 1991年8月21日 - ラトビア共和国最高会議による完全独立宣言。諸外国からの国家承認がなされ、事実上の独立を達成。
- 1991年9月6日 - ソ連がラトビア（およびエストニア、リトアニアのバルト三国）独立を承認。
- 2004年3月29日 - 北大西洋条約機構（NATO）加盟[4]。
- 2004年5月1日 - 欧州連合（EU）加盟[4]。
- 2014年1月1日 - ユーロを導入[4]（それ以前の通貨については「ラッツ」参照）。
- 2016年7月1日 - 経済協力開発機構（OECD）加盟[4]。

## 政治

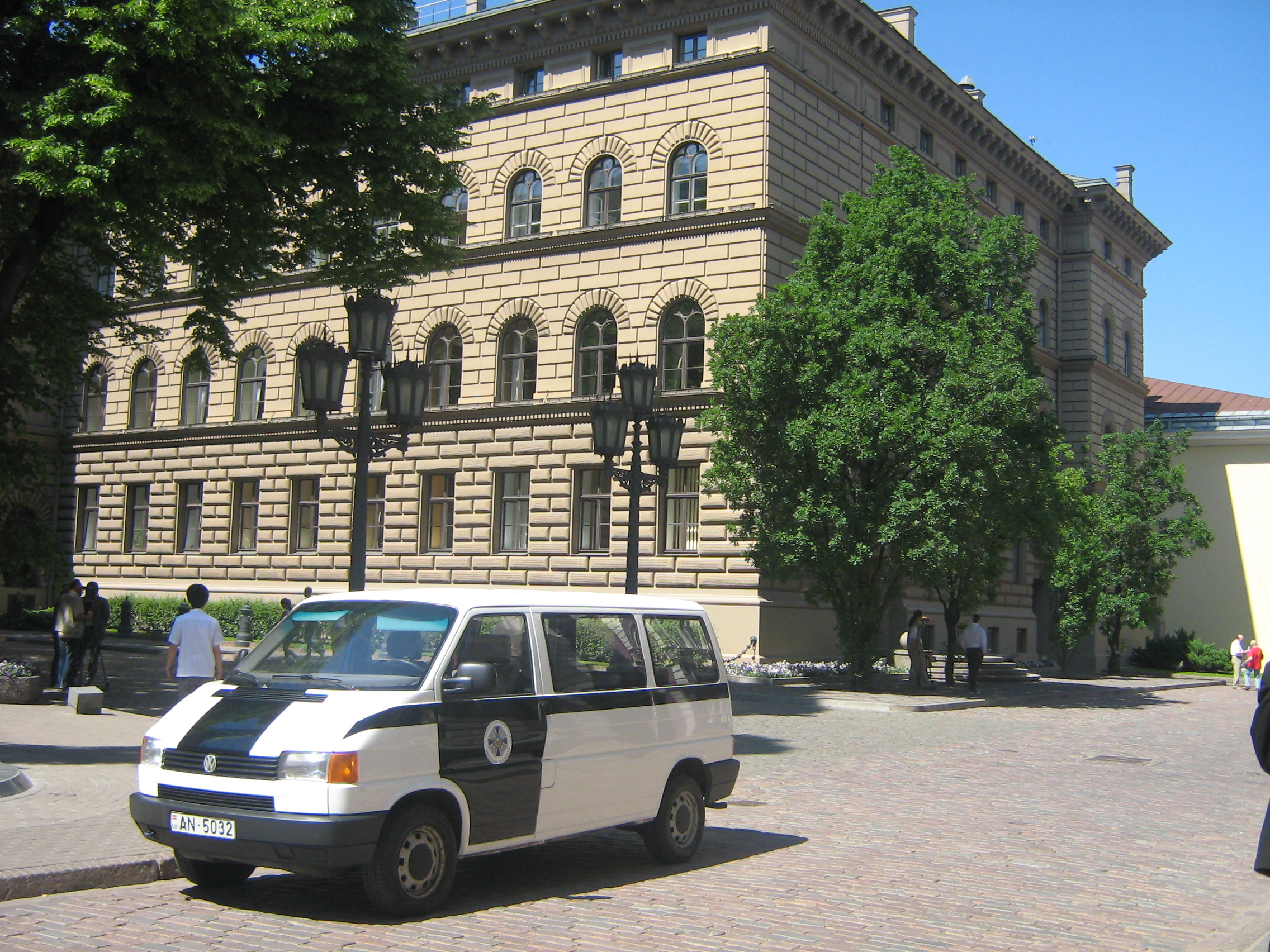
国会議事堂

政体は共和制である。議会 (サエイマ Saeima) は、一院制で定員100議席、任期は4年である。ラトビアの大統領は、議会内での選挙で選ばれ、任期は4年である。
主な国内問題としては、国内に居住するロシア人への処遇問題がある。ソ連時代からラトビア領内に住む非ラトビア人に対しては、ラトビア国籍取得に際して軒並みラトビア語試験などを課し、民族主義的な側面が多々あり、2022年時点で約12万人のロシア人が無国籍である。最大のマイノリティであるロシア系市民やロシアが頻繁にこのことに関する改善を要求し、EU加盟委員会も加盟に際してこの問題の改善を促した。
他方、首都リガではロシア語生活者が半数近くを占めるなど文化としてのラトビアの存続に危機感が募る中、EU加盟後の現在でもロシアはこの問題を外交カードとして使っており、ラトビアにとっては非常に悩ましい問題である。
EU加盟後も、ロシアと国境問題が存在した。これは併合前の国境を主張していたためで、ロシアとの国境は暫定国境になっていたが、両国の関係改善を求めるEUの働きかけもあり、最終的にはラトビア側が要求を取り下げ、2007年3月27日にロシアとの国境画定条約に調印した。

## 国際関係

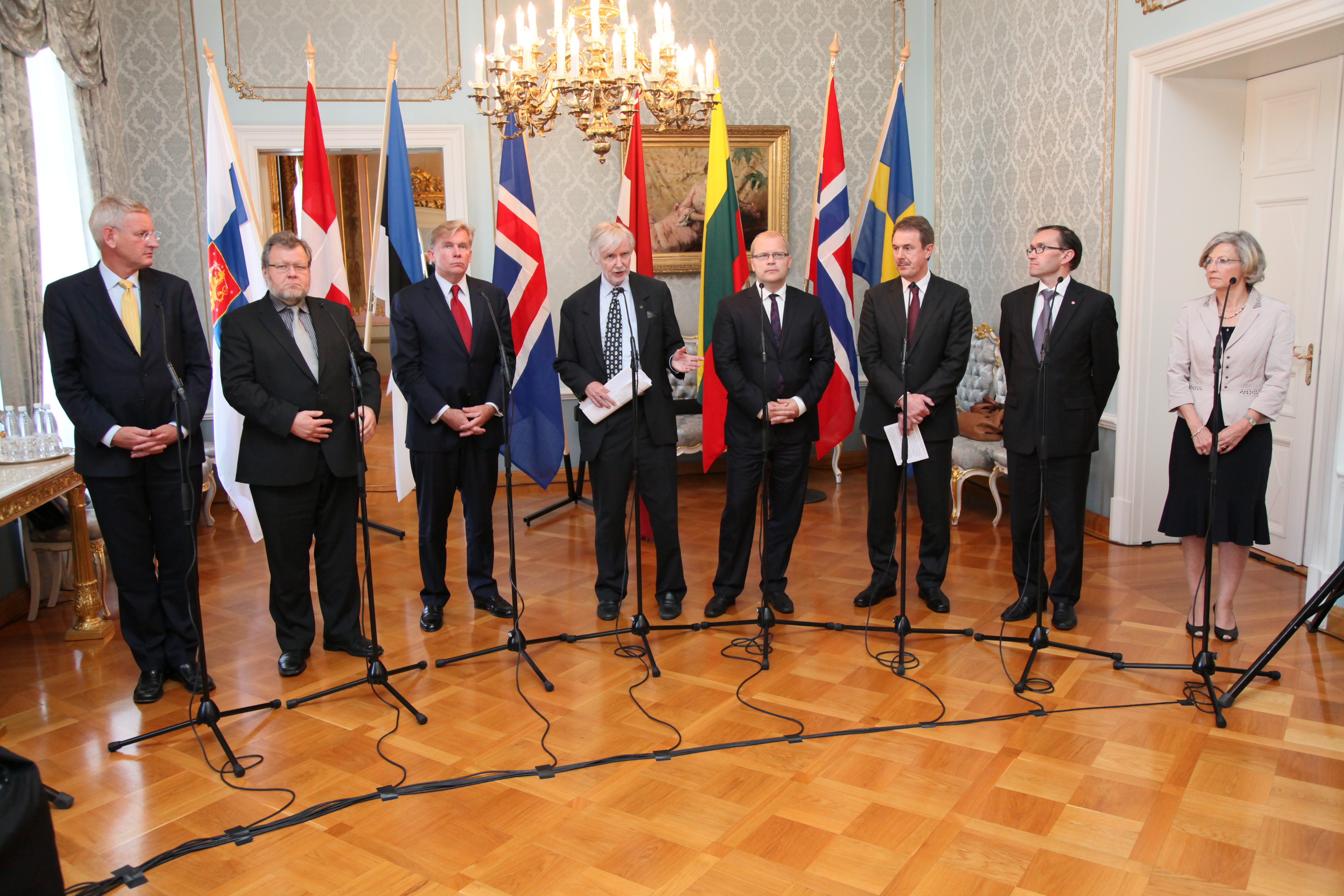
2011年8月ヘルシンキで、フィンランド・スウエーデン・ノルウェー・デンマーク・アイスランド・エストニア・ラトビア・リトアニアの8カ国外相会談開催。
会談後、バルト三国独立20周年を祝うセミナーが開催された。

### ウクライナとの関係
ラトビアは1992年2月12日付でウクライナとの外交関係を樹立している。
ウクライナとは前身国家が1991年までソビエト連邦の一部であり、1918年以前はロシア帝国の一部として機能していた共通点を持つ間柄となっている。
2023年1月25日、ラトビア国防省はラトビア国内で製造されたウクライナ向け軍用車両の初期出荷分の引き渡し式を行い、同年4月21日にはドイツ・ラムシュタインで開催された『ウクライナ防衛に関する会合』で同国が保有する全てのFIM-92 スティンガー携帯式防空ミサイルシステムをウクライナへ寄贈することを決定したと発表、さらには同年6月21日、ラトビア首相であるクリシュヤーニス・カリンシュが、イギリス・ロンドンのウクライナ復興会議の壇上で、同国軍が所有している全てのソ連製ヘリコプターをウクライナに譲渡する方針を明らかとしたとの報道がされている。

### 日本との関係
駐日ラトビア大使館
- 住所：東京都渋谷区神山町37-11 プリマヴェーラ神山A号室
- アクセス：東京メトロ千代田線代々木公園駅2番出口

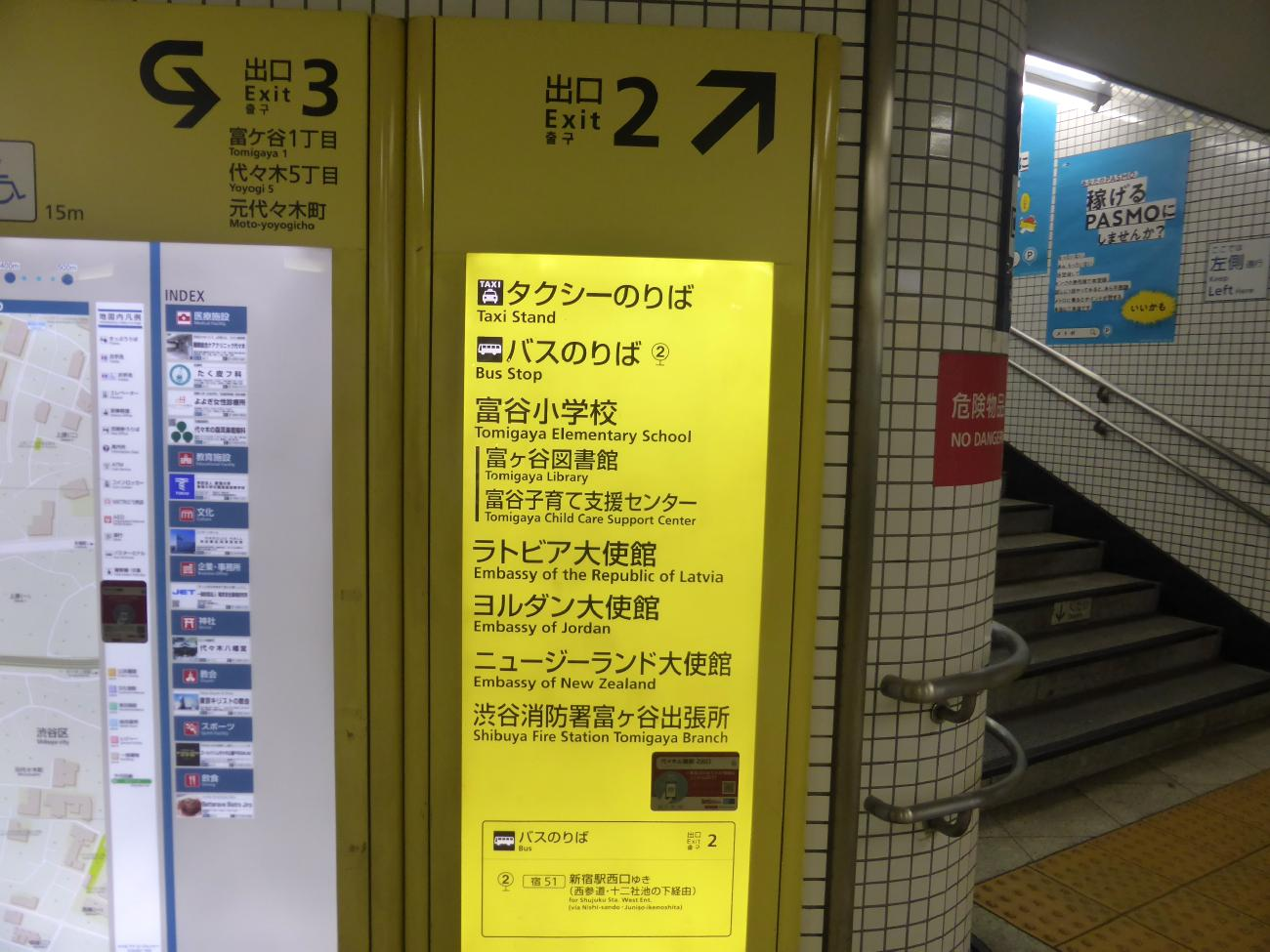
最寄り駅は代々木公園駅の2番出口
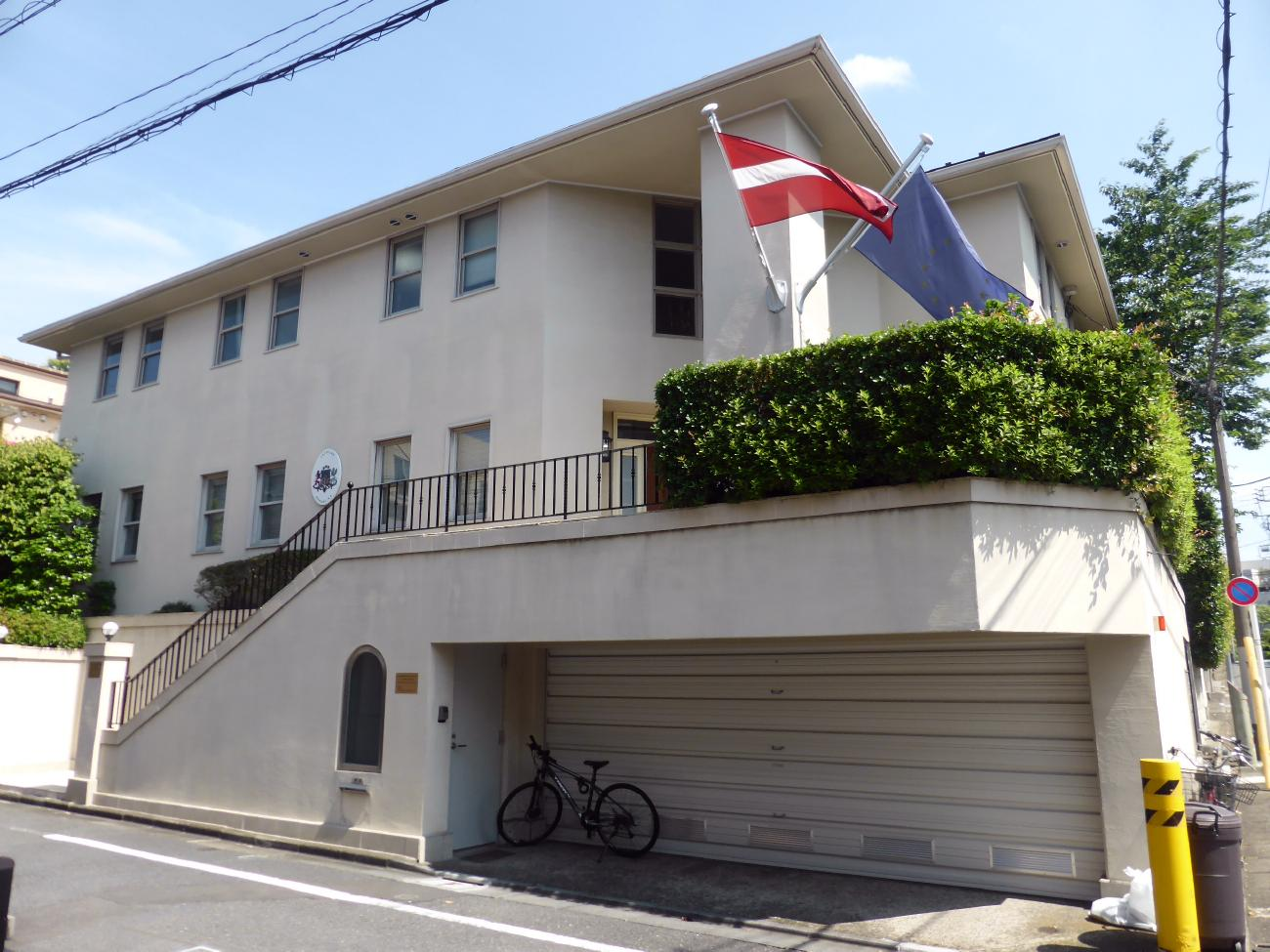
ラトビア大使館全景
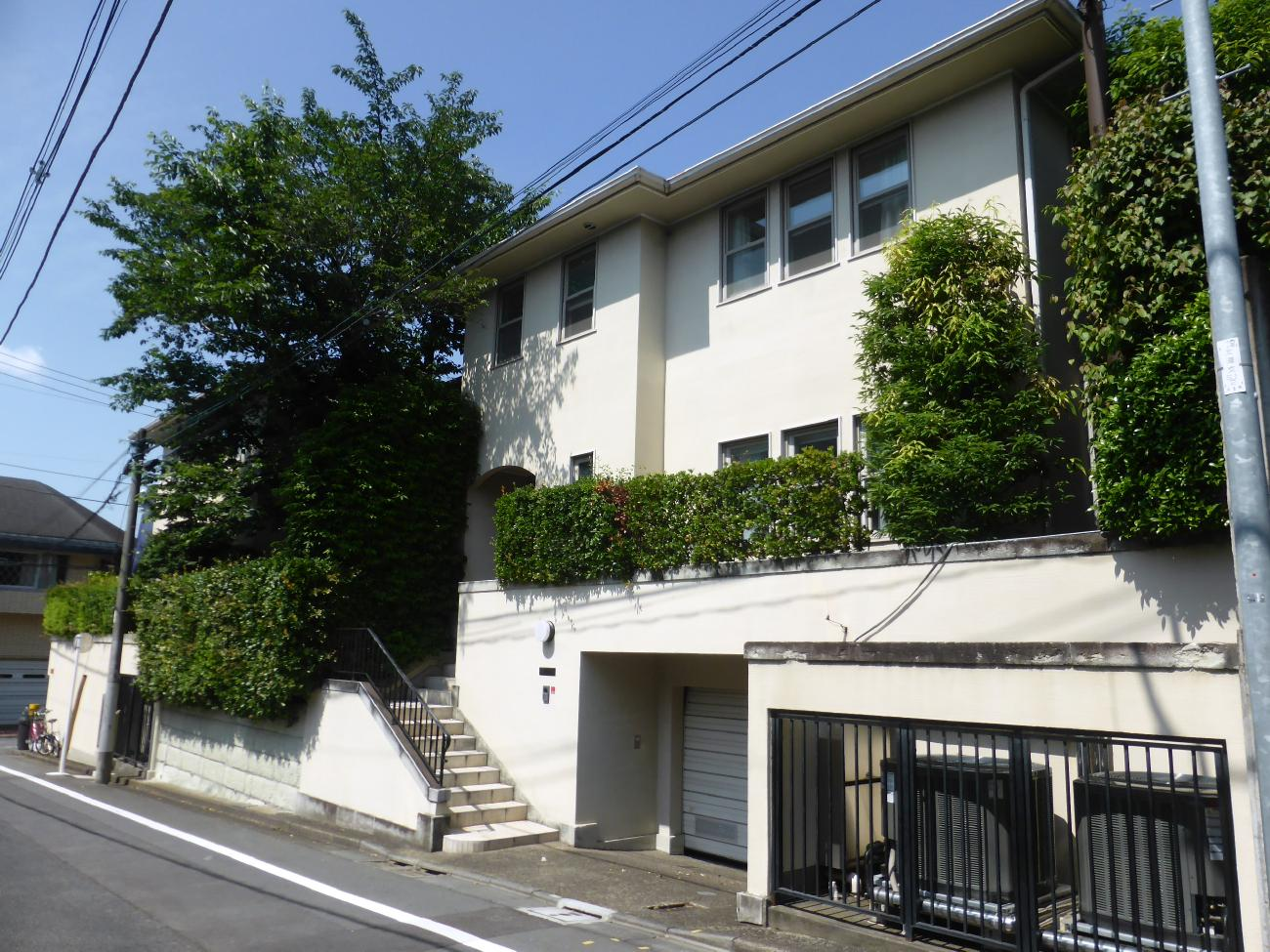
ラトビア大使館側面
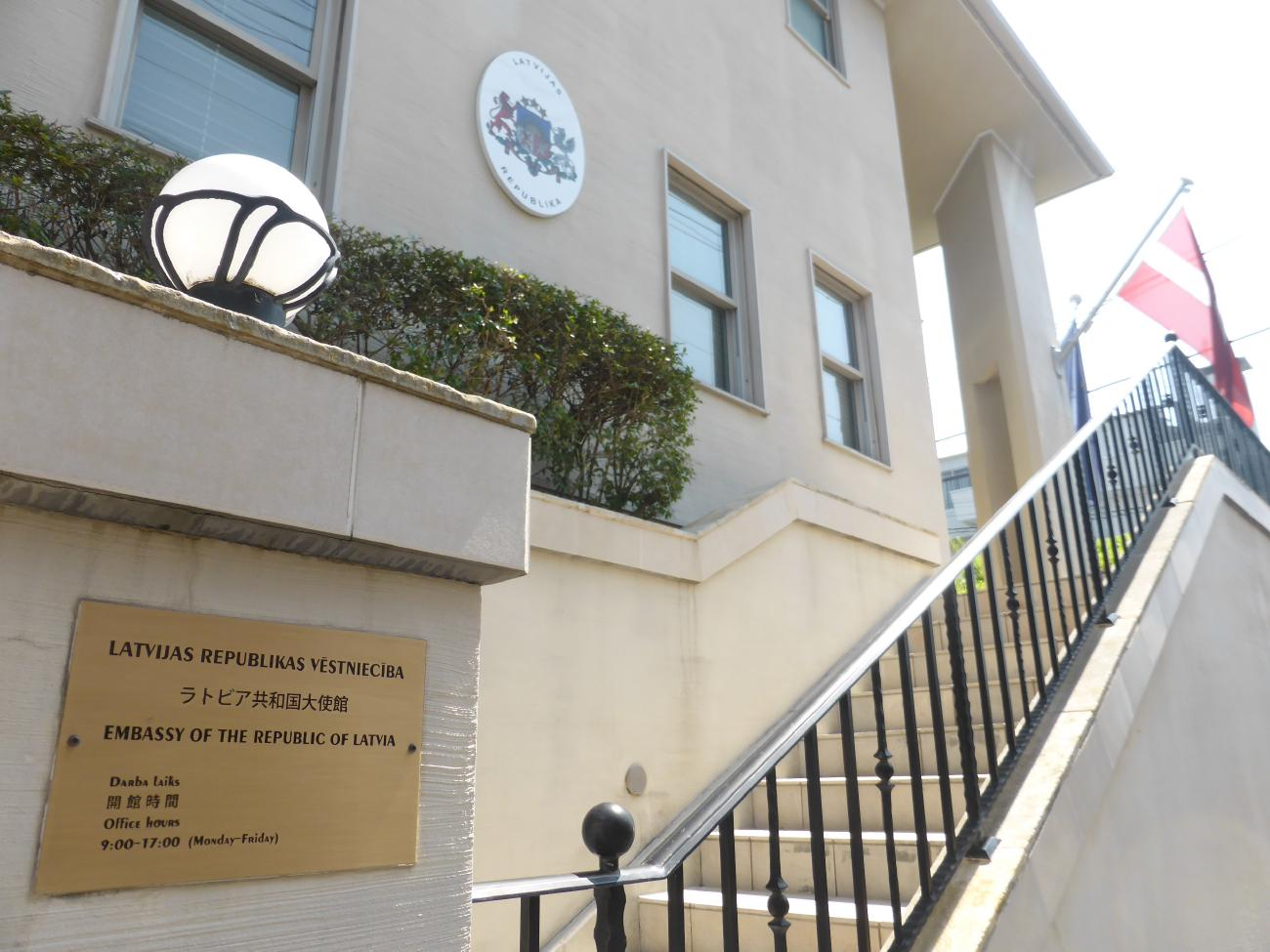
ラトビア大使館表札

駐ラトビア日本大使館

## 軍事

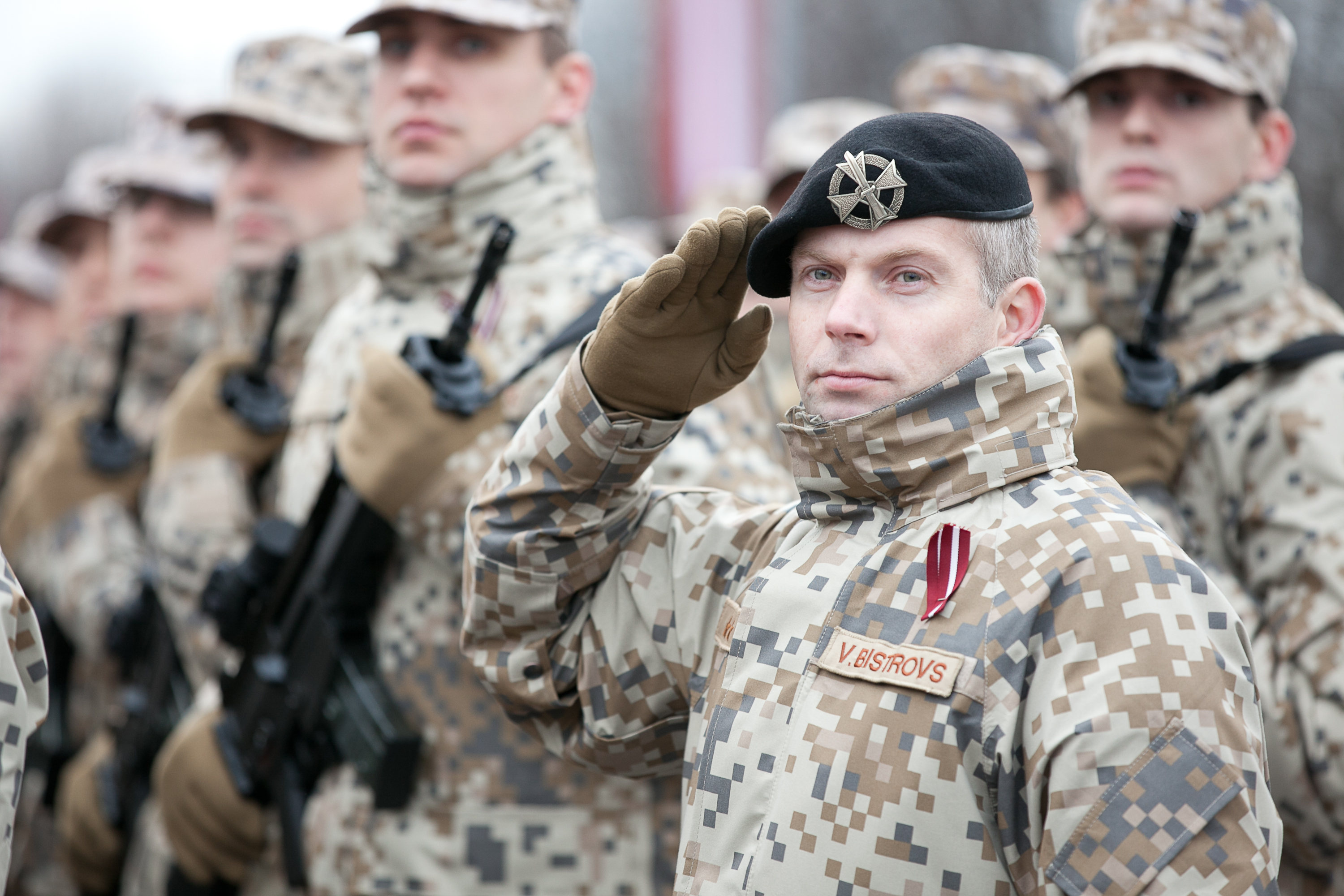
ラトビア共和国陸軍

陸海空の三軍および郷土防衛隊からなる国軍を有する。国軍以外の準軍事組織としては内務省の国境警備隊がある。
2022年ロシアのウクライナ侵攻を受け、同年7月6日、徴兵制復活を発表した。徴兵制は再独立後の1992年に導入し、2007年1月1日より完全志願制に移行していた。
第二次世界大戦中は独ソ戦初期に占領され、枢軸国側に多くの兵士を供出した。たとえばナチス・ドイツ武装親衛隊の第15SS武装擲弾兵師団および第19SS武装擲弾兵師団はラトビア人で構成されていた。枢軸側の敗戦から1991年の再独立まではソ連領であり、1988年9月までソ連軍が駐留していた。

## 地理

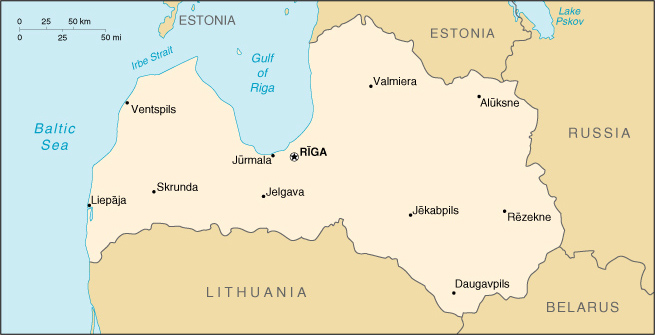
ラトビアの地図

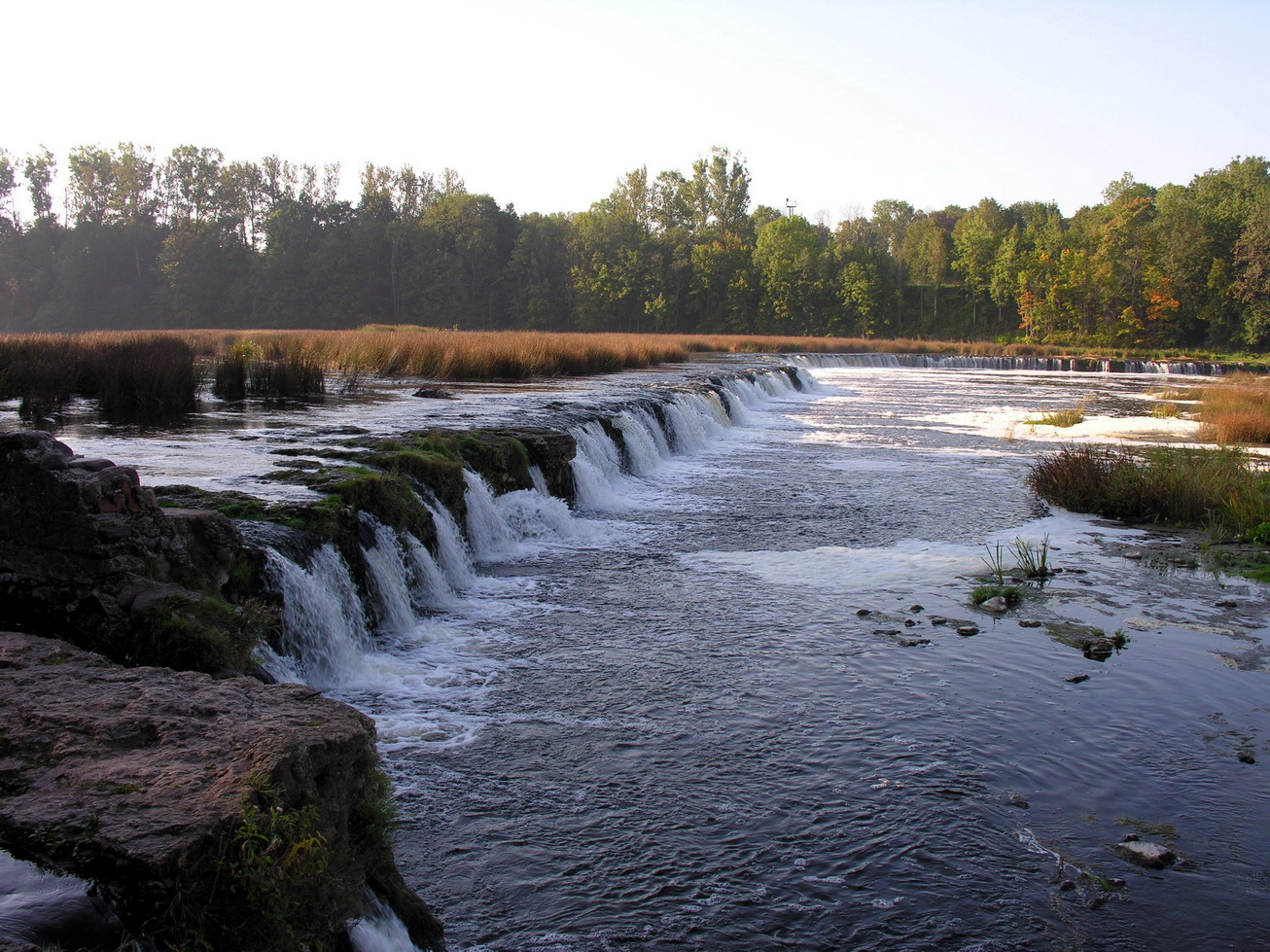

国土は北緯55～58度、東経21～25度。東西450km、南北210kmに及ぶ。リガ湾がバルト海に面し、その沖合にエストニア領サーレマー島がある。

### 地形
大部分が海抜100m以下の低地で森林に覆われる。最高地点はガイジンカインス（標高311m）。

### 水系
ダウガヴァ川、ルバンス湖ほか多くの河川、湖沼が分布する。

### 気候
気候は東部が大陸性、西部が海洋性で四季がはっきりしている。夏は6～8月、平均気温19度、最高気温が35度の時もある。冬は12～3月で降雪あり。

## 地方行政区分

ラトビアの行政区分（2021年以降）

ラトビアは、2021年以降36の基礎自治体と7つの直轄市で構成されている。1949年から2009年までは26の地区と7つの直轄市、2009年から2021年までは110の基礎自治体と9つの直轄市によって構成されていた。

### 主要都市
- イェルガヴァ：Jelgava（ミタウ）
- ヴァルカ：Valka（ヴァルク）
- ヴァルミエラ：Valmiera（ヴォルマール）
- ヴェンツピルス：Ventspils（ヴィンダウ）
- クルディーガ：Kuldīga（ゴールディンゲン）
- ダウガフピルス：Daugavpils（ドヴィンスク、デューナブルク）
- ツェーシス：Cēsis（ヴェンデン）
- リエパーヤ：Liepāja（リーバウ）
- リガ：Rīga（リーガ）
- レーゼクネ：Rēzekne（ロジッテン）

## 経済

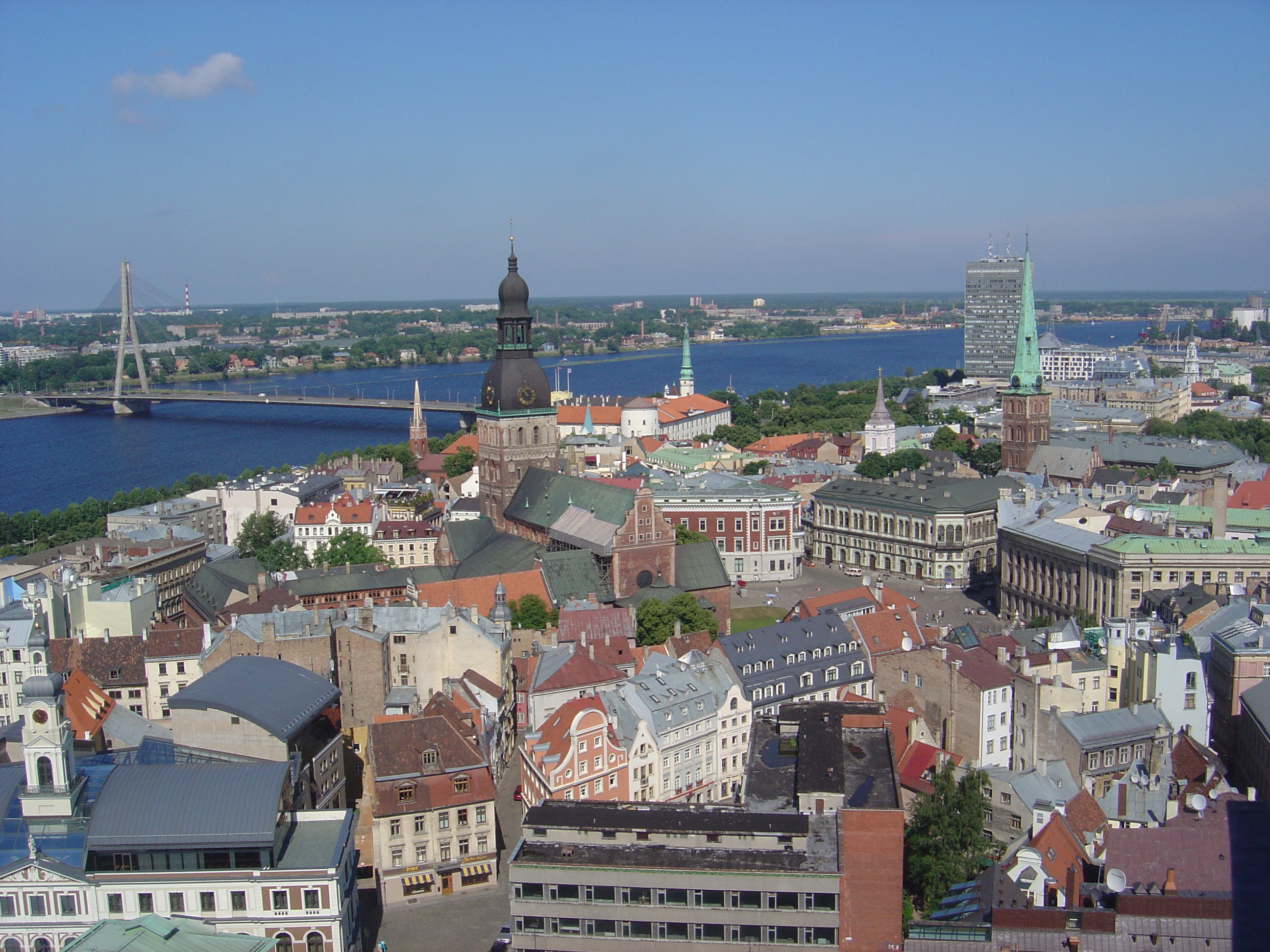
首都リガ

IMFによると、ラトビアの2017年の国内総生産（GDP）は303億ドルであり、2014年度の山梨県とほぼ同じ経済規模である。同年の一人当たりのGDPは15,550ドルで、隣国リトアニアより約1,200ドル低く、バルト三国では3番手に当たる。
ソ連時代には重工業が盛んで、ソ連域内屈指の工業地域であった。当時ソ連内を走る電車の約9割がラトビアのリガ車両製作工場製であったともと言われていた。また、電機メーカーのVEFを始め多くの工場が立地していたが、独立回復後の市場経済化の流れの中で、工業拠点の多くが軒並み放棄され、現在も廃墟のまま残るなど、ソ連時代の産業はほとんど継承されなかった。結果として、現在では国際的に競争力のある基幹産業と呼べるものは見当たらず、木材加工や金属などの産業がラトビア経済を支えている。
ソ連崩壊以降、経済の混乱によりインフラストラクチャーの整備や開発の遅れが目立っていたが、近年になり不動産・金融・製造業などの分野に対する外国（ドイツ、スウェーデン、英国、ロシアなど）からの直接投資が活発になって、EU域内で最も高い経済成長率を記録するなど、リガを中心に経済成長が著しかった。しかし、実体経済に基づかないバブル的な経済事情と、ずさんな審査のもとに組まれた大量の不良融資やローンは、ラトビアを2008年の全世界的な恐慌のあおりを最も酷く受けた国の一つとする結果に至った。国内第二位のパレックス銀行は多額の負債を抱えたまま1ラッツで国有化され、政府もIMFに対して緊急融資の要請をした。2009年には経済が18%も落ち込んだが、その後の政府による厳格な緊縮財政は欧州連合 (EU) から高い評価を受けた。この結果、2013年7月のEU財務相理事会でラトビアのユーロ導入が承認され、翌年1月1日から旧来のラッツに代わって流通が始まった。2016年7月1日、OECDに加盟した。
他方で、都市部ではインフレ率が大幅な上昇傾向にあることに加え、主な投資先がリガやその周辺に集中するなど地域間の格差が拡大しており、ラトビア経済が抱える最も大きな課題のひとつとなっている。
ここ数年、リガは、旧市街を中心に観光業が活発化しており、外資系ホテルの参入や新規航空路線の拡充とともに観光客が増加しているものの、リガ以外では観光開発が十分でなく、観光業でも地方とリガの間の格差が広がりつつある。
世界遺産にも登録されている旧市街地を中心とする地区は、景観保護のため高層ビルの建設が認められておらず、高層ビルは少ない。市内にある高層ビルはいずれも、そうした規制のなかったソ連時代に建設されたものである。これらのビルのうち、旧市街北部にある環境省などが入居するビルは、景観回復のため取り壊しも含め議論されている。

## 交通

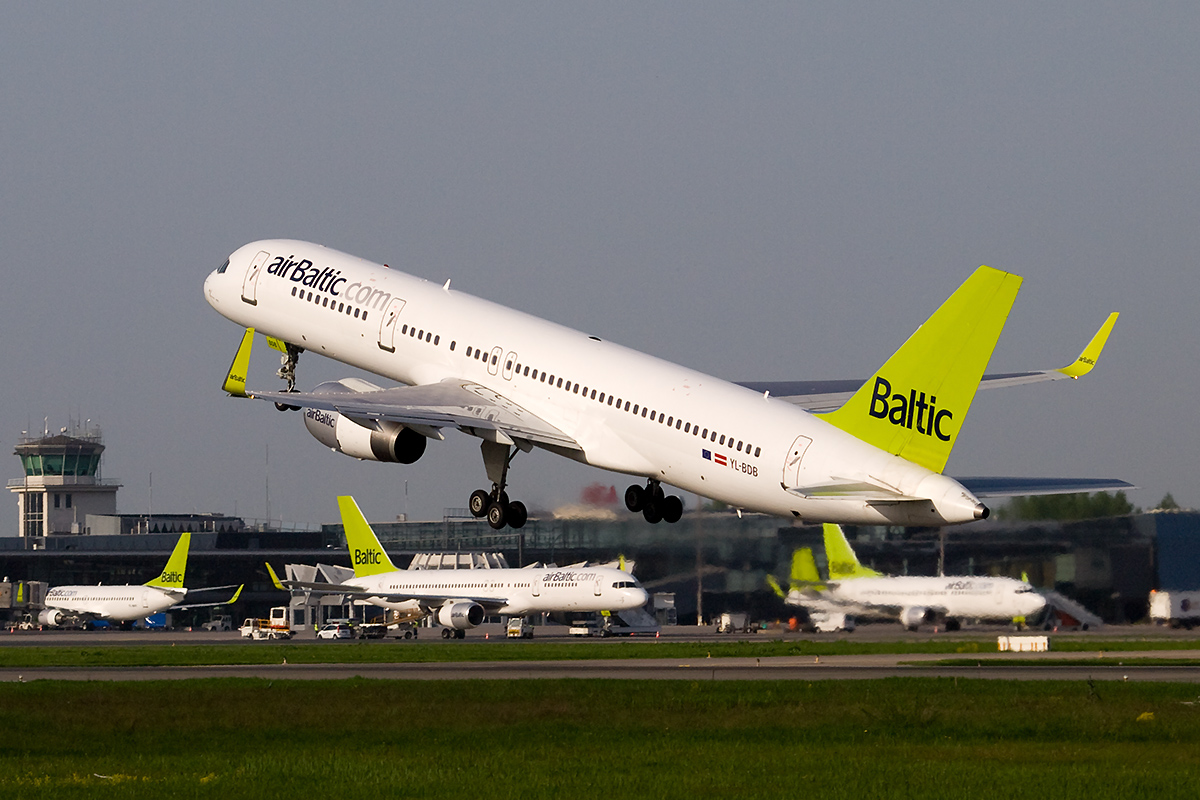
リガ国際空港から飛び立つエア・バルティックの旅客機

リガ市内の交通機関はトラム、トロリーバス、バスの3つで、距離の大小関係なく値段は共通して0.70ls。2006年までは0.20lsだった。

### 鉄道
鉄道はラトビア国鉄が運営しており、軌間は1,520mm（広軌）である。

### 空港
ラトビア最大のリガ国際空港は、バルト三国の中で最も航空路線・利用客数が多く、この地域でのハブ空港として機能している。最近では、夏季のみだが、リエパーヤのリエパーヤ国際空港への定期航空路の開設があり、独立回復後初の国内定期便（リガ⇔リエパーヤ）が就航したほか、数十年ぶりとなる地方空港を発着する国際定期便も就航した。2008年からは、クルゼメ地方の港湾都市ヴェンツピルスとリガを結ぶ定期便も復活した。

## 国民
世界銀行のデータによればラトビアの人口は1989年まで右肩上がりで増え続け、最高で267万人に達したが2021年には189万人まで減少している。ラトビアが欧州連合に加盟した2004年（226万人）以降、10年で1割も人口が減った計算になり、これはEU加盟をきっかけに移動の自由を手に入れた若者を中心とする国民が、西ヨーロッパ諸国へ次々と移り住み人口流出が止まらないことが一因であるとされている。
こうした状況にラトビア政府も危機感を強めており、2013年からは帰国した者の待遇の改善に取り組むなど、帰国を促すキャンペーンを行っている。

### 民族
| 民族構成     | 民族構成     | 民族構成 | 民族構成 | 民族構成 |
| ------------ | ------------ | -------- | -------- | -------- |
|              |              |          |          |          |
| ラトビア人   | ラトビア人   |          | 62.7%    | 62.7%    |
| ロシア人     | ロシア人     |          | 24.4%    | 24.4%    |
| ベラルーシ人 | ベラルーシ人 |          | 3.1%     | 3.1%     |
| ウクライナ人 | ウクライナ人 |          | 2.2%     | 2.2%     |
| ポーランド人 | ポーランド人 |          | 2.0%     | 2.0%     |
| リトアニア人 | リトアニア人 |          | 1.1%     | 1.1%     |
| その他       | その他       |          | 4.1%     | 4.1%     |

2021年現在の民族別住民構成は、ラトビア人が62.7%、ロシア人が24.4%、ベラルーシ人が3.1%、ウクライナ人が2.2%、ポーランド人が 2.0%、リトアニア人 (Lithuanians) が1.1%である。その他ラトガリア人 (Latgalians) やリヴォニア人が生活している。

### 言語
| 言語話者（ラトビア） | 言語話者（ラトビア） | 言語話者（ラトビア） | 言語話者（ラトビア） | 言語話者（ラトビア） |
| -------------------- | -------------------- | -------------------- | -------------------- | -------------------- |
|                      |                      |                      |                      |                      |
| ラトビア語           | ラトビア語           |                      | 58%                  | 58%                  |
| ロシア語             | ロシア語             |                      | 38%                  | 38%                  |
| その他               | その他               |                      | 4%                   | 4%                   |

地域別ロシア語母語話者の割合 2011年

言語はラトビア語が国語・公用語であるが、リガなどの都市部ではロシア語系住民（ロシア人、ベラルーシ人など）が多く、ロシア語の使用率も高い。話者は少数であるものの、ラトビア語に近いラトガリア語及びウラル語族のリヴォニア語も法律によって権利を保障されている。母国語話者の割合は公用語のラトビア語58.2%、ロシア語 37.5%である。ラトビア人の71%がロシア語を話すことができ、ロシア人の52%がラトビア語を話すことができる。国籍取得の条件にラトビア語習得が義務付けられているため、ロシア系住民によるラトビア語話者数が増加した。
バルト三国の中で最もロシア人の人口が多いため、ロシア語人口が多い。特に首都のリガでは人口の36.1%（2020年）はロシア人であり、ラトビア人（47.2%）より少し少ないぐらいである。ロシア語以外の外国語習得率も高いが世代によって話せる言語が異なり、中高年はソ連時代の外国語教育の中心であったドイツ語を、一方、青少年はイギリスなどでの出稼ぎ経験者も多く、英語を流暢に話せる者の割合が高い。ラトビア人の間では英語が話せてもロシア語が話せない若者が増加している。

### 婚姻
婚姻は、非改姓婚（夫婦別姓）、どちらかの姓への統一（同姓）、複合姓、いずれも選択可能である。
かつて婚姻登録と挙式は各地域の戸籍登録所または教会のみで行われていたが、2013年から登録所の職員の派遣を申し込むことで、ホテルやレストラン、宮殿ならび庭園など自由に場所が選べるようになった。また、婚姻登録費用は法律に基づき14ユーロと定められているが、登録所の派遣サービスを申し込む場合は別途料金が必要となっている。

### 宗教
キリスト教のルーテル教会、ローマ・カトリック、正教会のほか、ラトビア神道などである。

## 社会

### 非国籍者問題とロシア語

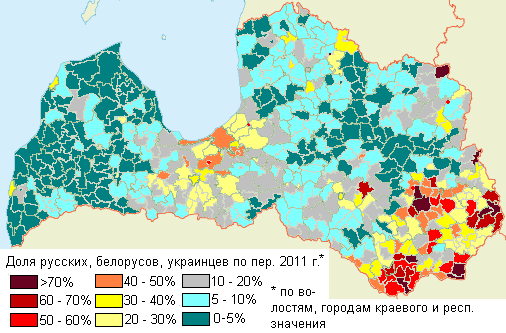
地域別のロシア人・ウクライナ人・ベラルーシ人の割合 2011年

ソ連時代から帰化せずに永住してきた移民は非国籍者（無国籍）という扱いになっており2022年時点で約18万人いる。彼らは、文字通り国籍がどの国からも付与されていないため、ソ連時代のラトビア国内で出生し一度も国外へ出たことがない場合でも、帰化しない限りラトビア国籍保有者となることができず、また、他国の国籍保有の条件を満たしているわけでもない（または、生活の便宜上そうすることを希望していない）ため、いずれの国からも国民としての扱いを受けることができない。
したがって、彼らは選挙権をはじめとする様々な市民権の行使ができない場面があり、人道的観点からラトビアにおける最も重大な政治問題のひとつとして解決が望まれている。この問題に対しては、ロシア（非国籍者の多くはロシア系住民）のみならず欧州の人権担当機関からも再三にわたり改善を促され2020年の1月1日以降にラトビアで生まれた者は両親の同意を条件にラトビアに市民権を付与されている。またロシア系住民はビザ無し訪露が可能である。
こうした状況を作り上げた歴史的経緯としては、1991年ラトビアがソ連から独立を回復した際、ソ連への併合（1940年）以前の国民と、その直系子孫にのみ自動的に「ラトビア」国籍の旅券が付与された。それ以外の、ソ連時代にラトビアへ移民してきたロシア語を母国語とするロシア人に付与されなかったが、ラトビアで産まれた彼らの子供には片親の要請だけで国籍が付与されている。彼らは帰化せずに永住し続けてソ連政府が発給した旅券をそのまま使用していたが、1997年から、ラトビア政府が発給する「Alien Passport（非国籍旅券）」への切り替えが義務づけられ、「非国籍者」と定義されるようになった。
ソ連時代にはロシア語の習得は義務であったが、独立後は義務ではなくなり、若い世代や地方に住むラトビア人を中心にロシア語を理解できない者も増えている。依然としてロシア語の存在は非常に大きく、映画館やテレビ放送ではラトビア語とロシア語の字幕が並列されていたり、ラトビア国内で出版・発行される新聞や雑誌であってもラトビア語版とロシア語版が存在するものも多数ある。比較すると圧倒的にロシア語版のほうが種類、量ともに豊富である。ラトビア国内で就職する場合でさえ、さほど専門性、国際性が問われない単純な職種であっても、顧客の3〜5割がロシア語話者という状況のため、ラトビア語に加えてロシア語が話せることが就職の条件となっていることも多く、普段の生活ではラトビア語しか話さないものでもロシア語を勉強する。
ラトビアに進出する外国企業も、当地におけるマルチリンガル比率の高さ（基本はラトビア語・ロシア語+他言語）を当地へ進出する上でのメリットと考えており、こうした事情もロシア語が容易に影響力を失わない要因のひとつとなっている。このような状況はロシア本国はもとより、ロシア語圏と呼ばれる国・地方の者にとっては大変魅力的であり、観光客や新たなビジネスの獲得に大きく貢献している。また、西側資本もラトビアをEU内におけるロシアとの窓口として見る向きがあり、政治的・経済的にもラトビアはロシアの影響から抜け出すべきと考える者にとっては皮肉な現実となっている。
これらの事実は、今でもかつての占領国の母語が自国で大いに幅を利かせていると感じるラトビア系住民にとっては脅威であり、ロシア語は独立後に勝ち取ったラトビア語の地位を脅かす存在ととらえられることも少なくない。そのため、法律により、原則として公共の場所での広告や店舗の案内・メニューなどにはラトビア語の使用が義務付けられているため、ロシア語も含めラトビア語以外の言語が公共の場所で単独で使用される例を見つけることはほとんどない。この原則は教育現場においても適用されており、少数民族も自分の文化に関わる科目以外はラトビア語での授業を受けている。
2012年にはロシア語の第二公用語化の国民投票が行われ、74.8%の反対多数で否決された。当然ながら非国籍者であるロシア系住人には投票権は無く、選挙権の無い非国籍者のままとすることでロシア語の公用語法案の法制化やロシア系住民の政治勢力の拡大を阻止しているともとらえることができる。
このように、ラトビア民族主義者との綱引き状態から、無国籍問題は解決せずロシア系住民との融和は進んでおらず、国が抱える大きな課題となっている。

## 治安
ラトビアの犯罪発生件数は年々減少傾向にある。同国の国家警察の発表によれば、2019年の犯罪発生件数は39,906件(2018年時点 43,260件、2017年時点 44,250件)となっており、ヨーロッパ各国の大都市と比べれば比較的安全であるといえる。
しかしながら、海外からの観光客を狙った犯罪は今も多く、夏の観光シーズン中はスリや窃盗事件の被害に遭い易い状況となっている。

### 法執行機関
法執行機関は内務省の管轄下にあり、内務省は国家警察、治安警察、国家国境警備局、憲兵から構成される。

## マスコミ

### 通信
他のバルト地域と同様、都市部ではインターネット接続環境が整備されている。特に公衆無線インターネット接続網は、リガ都心部を中心にアクセス可能地域が急速に拡大されているほか、光ファイバー網も整備され始めている。

## 文化

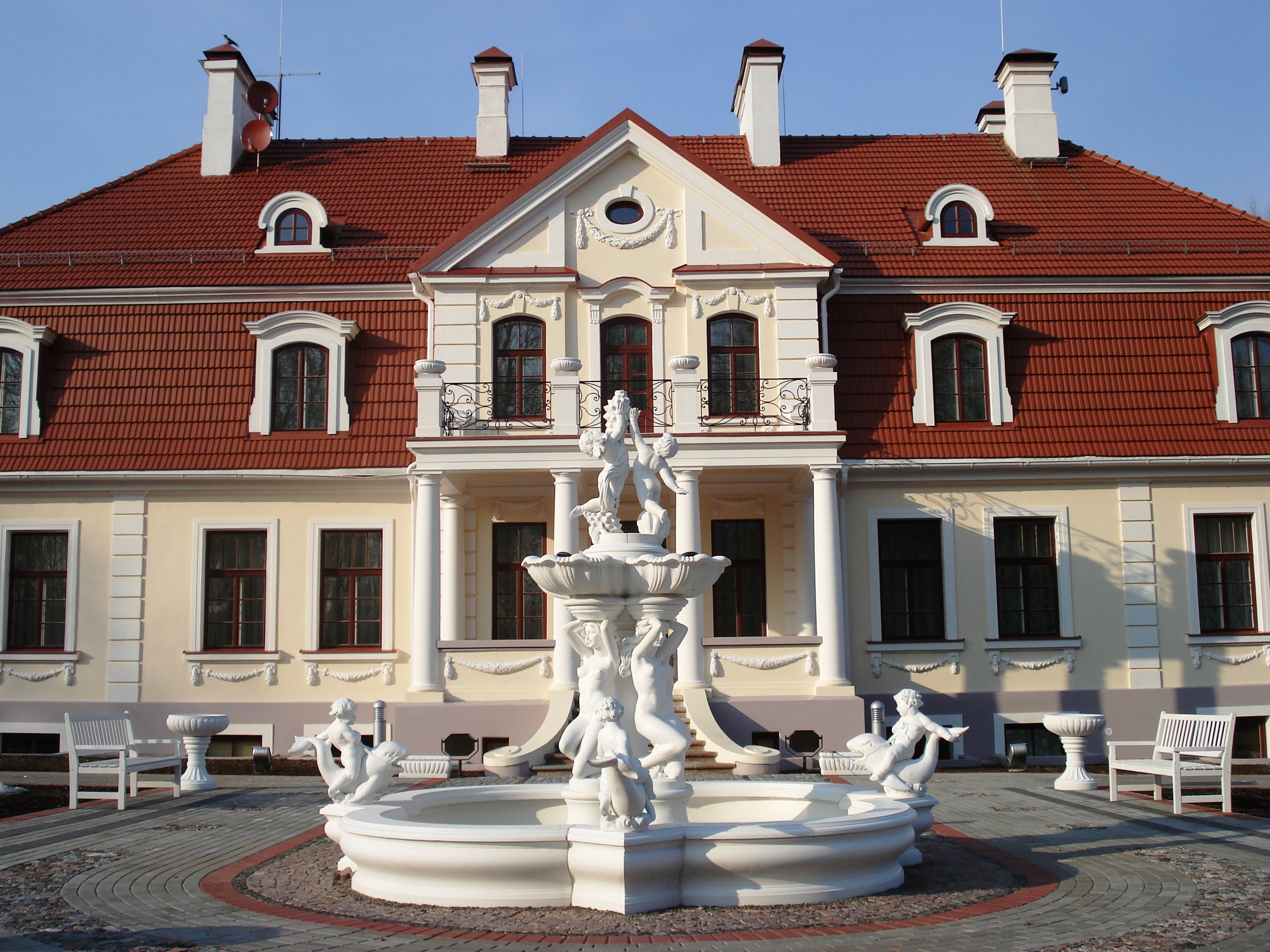
Svente邸宅

イギリスの旅行案内サイト「First Choice」は、ユーザー投票で同国を世界一美しい国に選んだ。

### 音楽

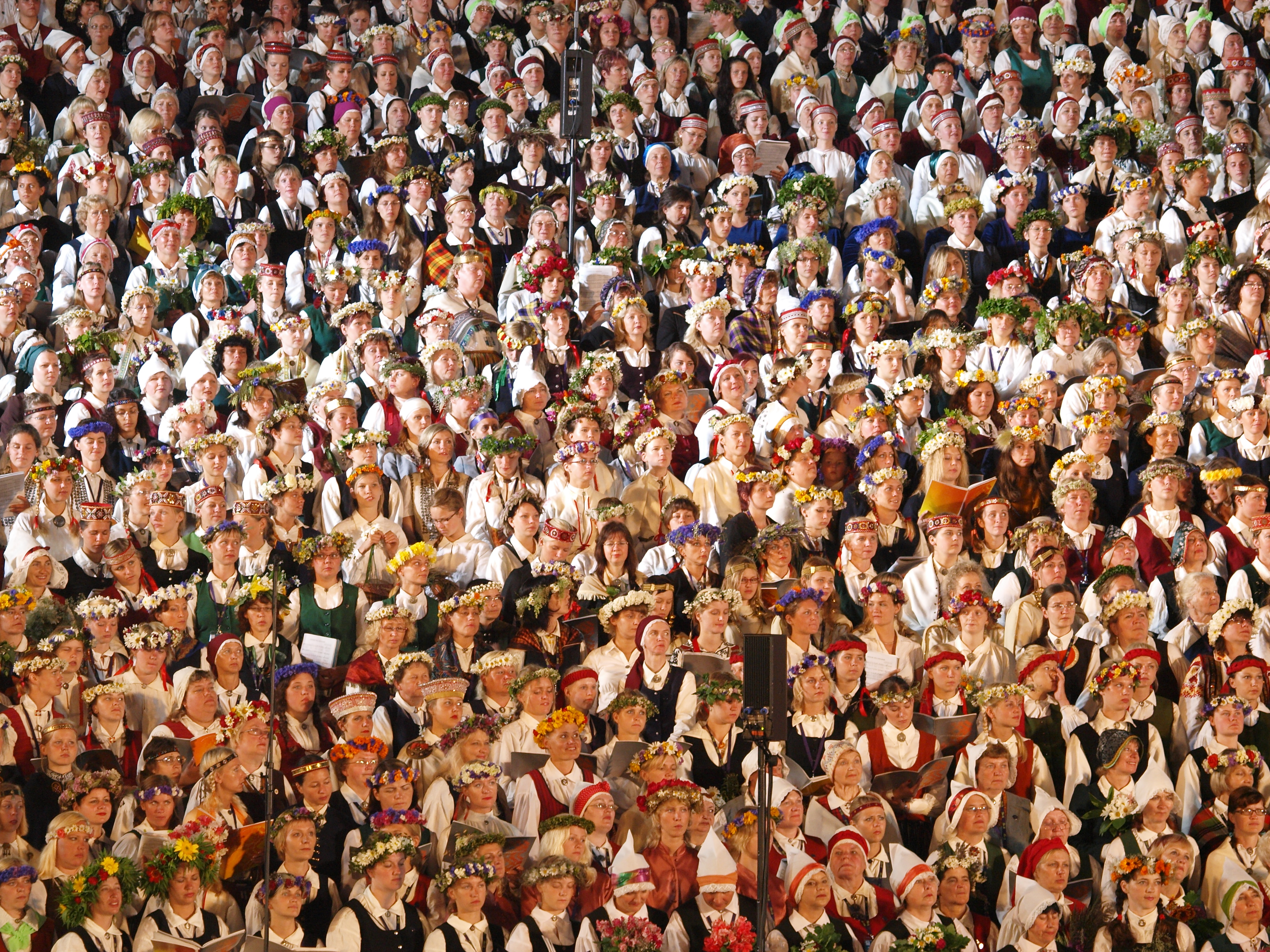
民族衣装を纏った、ラトビア歌舞祭の参加者たち
2008年撮影

世界的ヴァイオリニストのギドン・クレーメルを生んだ国である。また、バイエルン放送交響楽団首席指揮者（2003-）のマリス・ヤンソンス、ライプツィヒ・ゲヴァントハウス管弦楽団楽長(2018-)のアンドリス・ネルソンスのように、ドイツの有名オーケストラで活躍する指揮者を複数輩出している。

### 美術

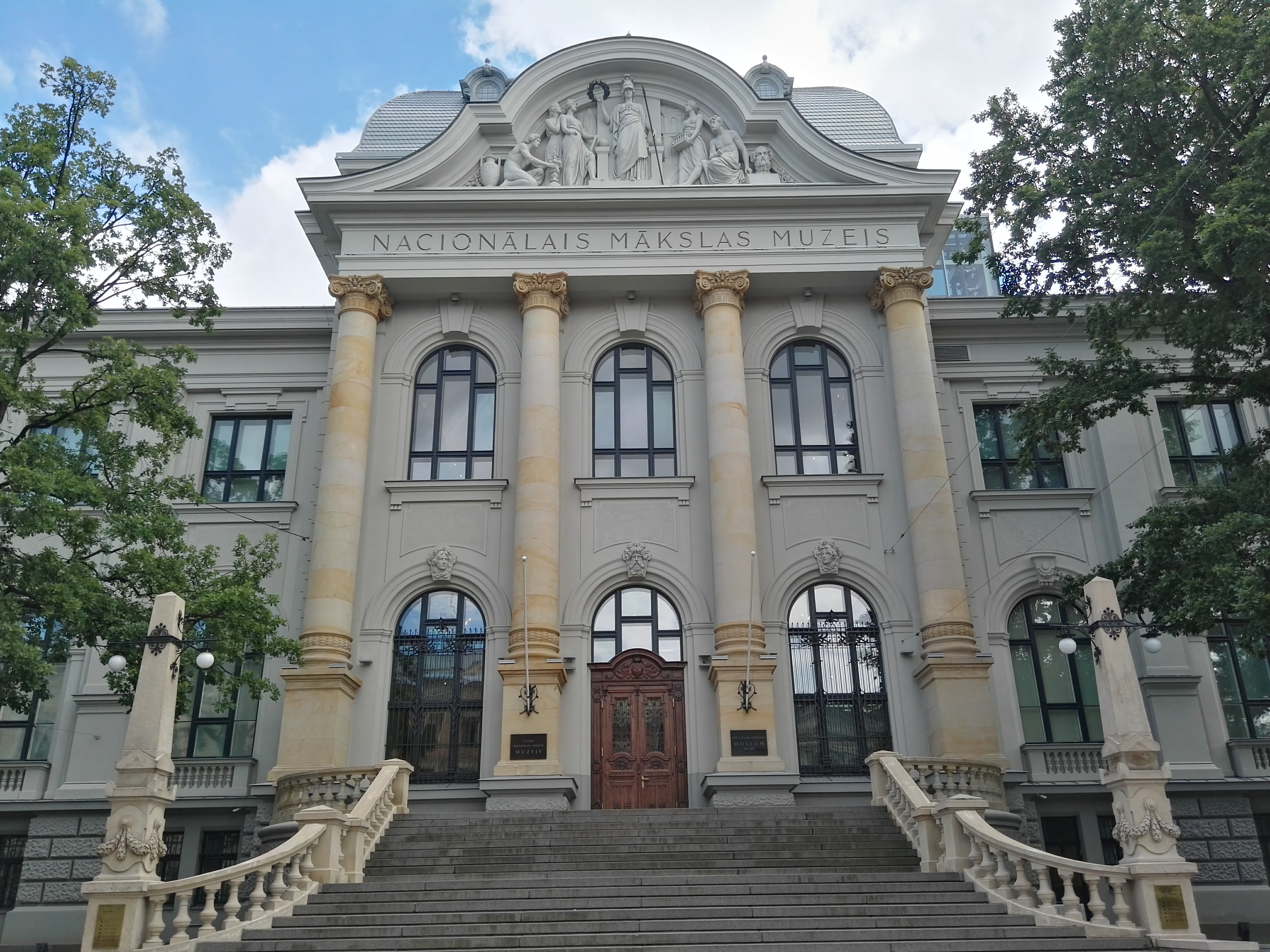
ラトビア国立美術館

ラトビアは芸術家を多く輩出している国家の一つに数え上げられる。

### 被服

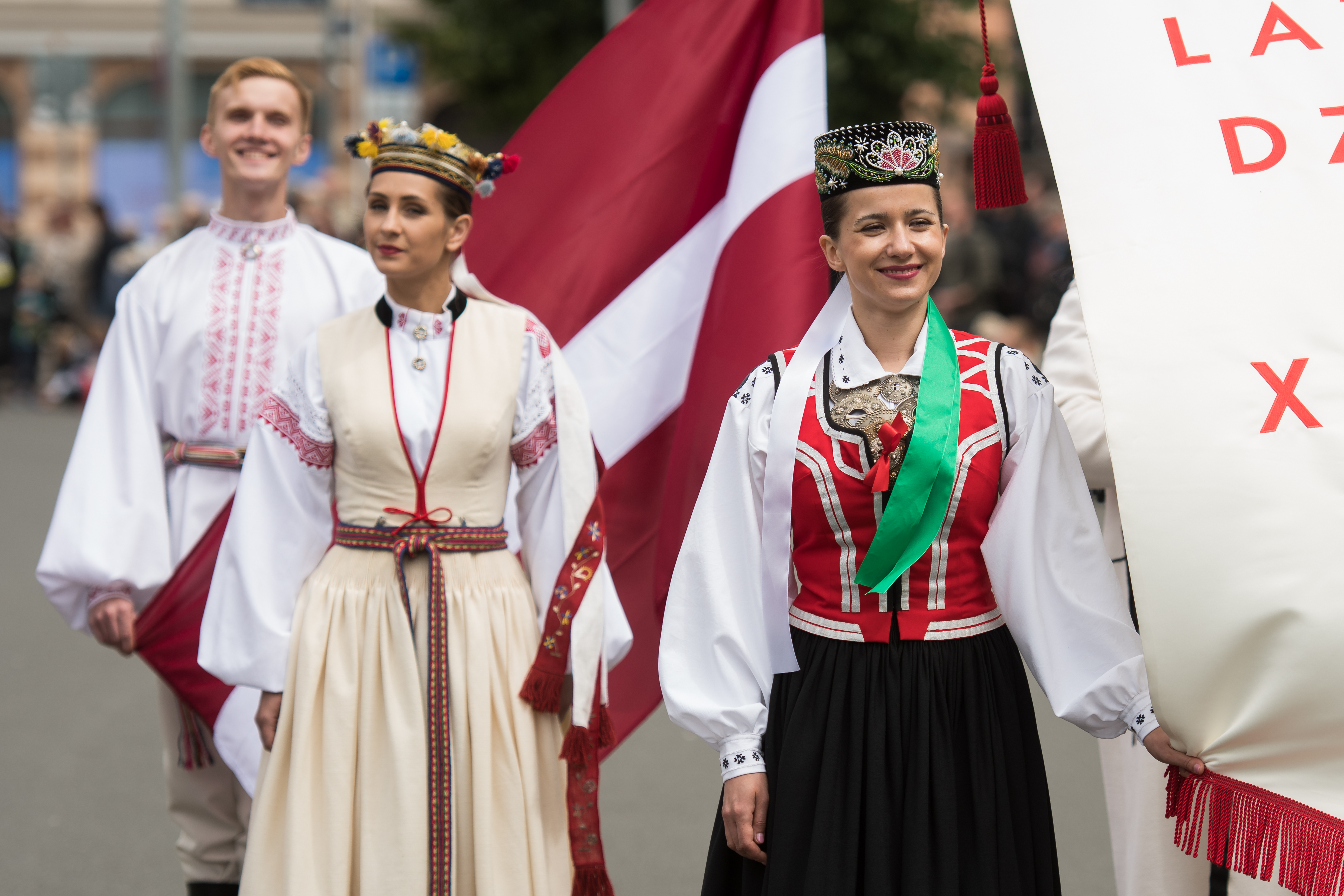
民族衣装を着たラトビア人女性
2018年撮影

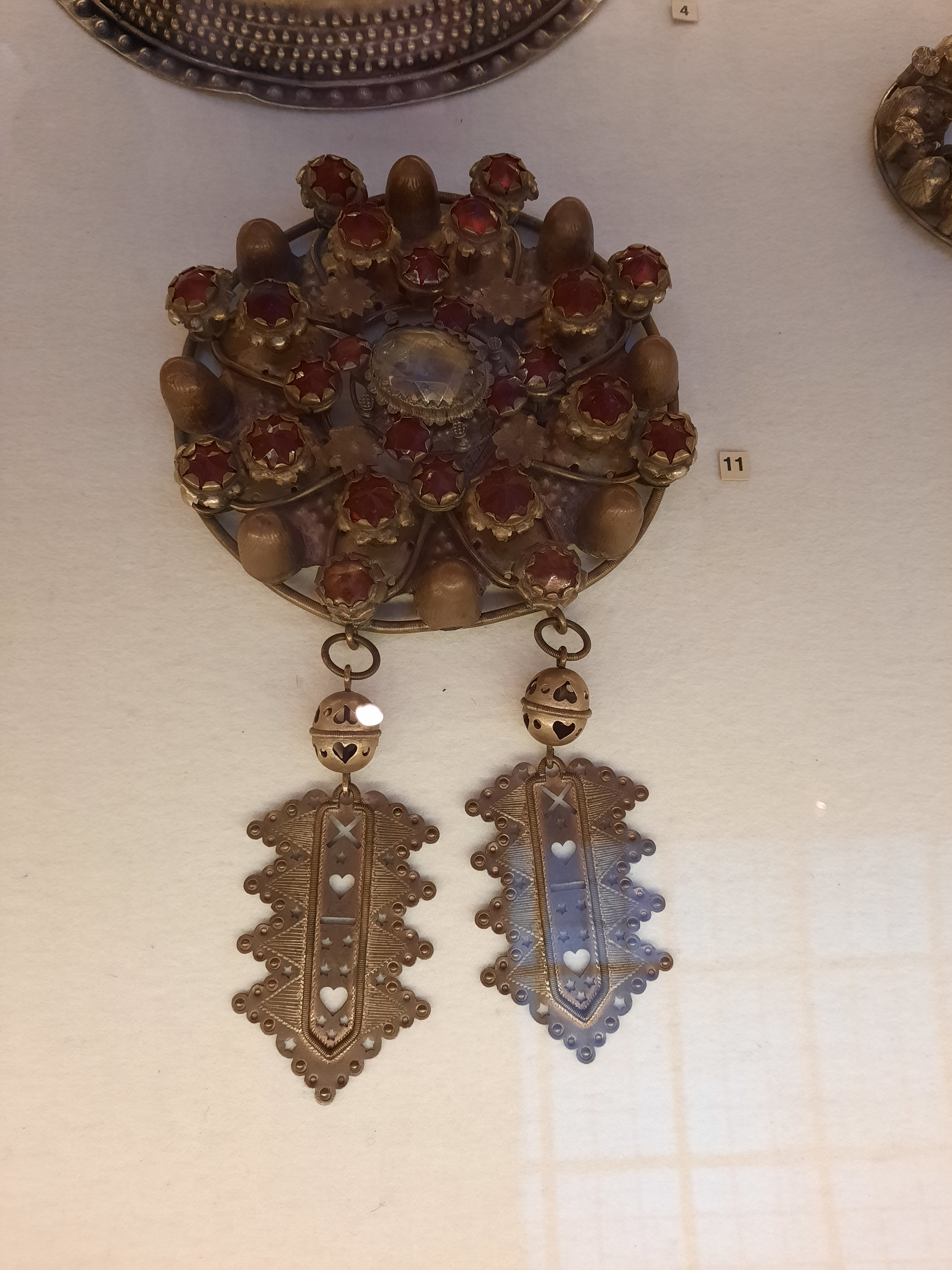
ラトビアの伝統的な装飾品であるサクタ
画像は19世紀初頭のクルリャント県・ヴィンダヴァ郡（現・ヴェンツピルス）において花嫁衣装の留具として用いられていたもの

ラトビアは独特な風合いの伝統衣装を後世に遺している。ラトビア国内には、地域ごとに独自の型と様々な色調の衣装が存在する。
ラトビアの女性の民族衣装の特徴の1つは、象徴的な幾何学模様が織り込まれた幅広のサッシュである。

### 建築

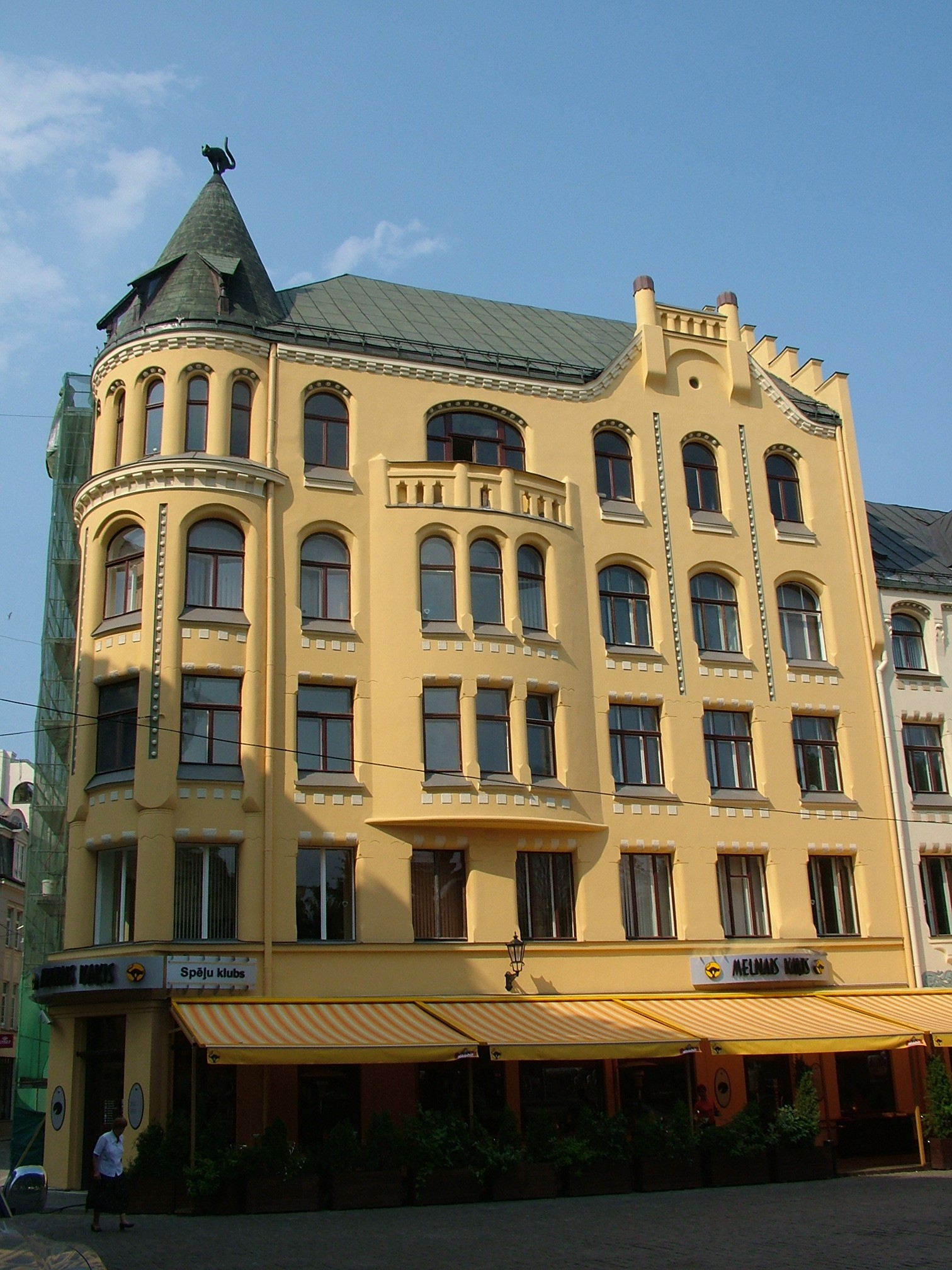
首都リガに存在する「猫の家」

### 世界遺産
ラトビア国内には、ユネスコの世界遺産リストに登録された文化遺産が2件存在する。

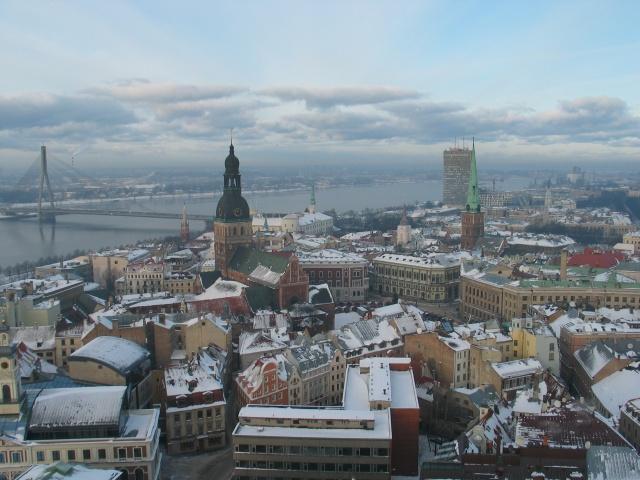
リガ歴史地区 - (1997年、文化遺産)
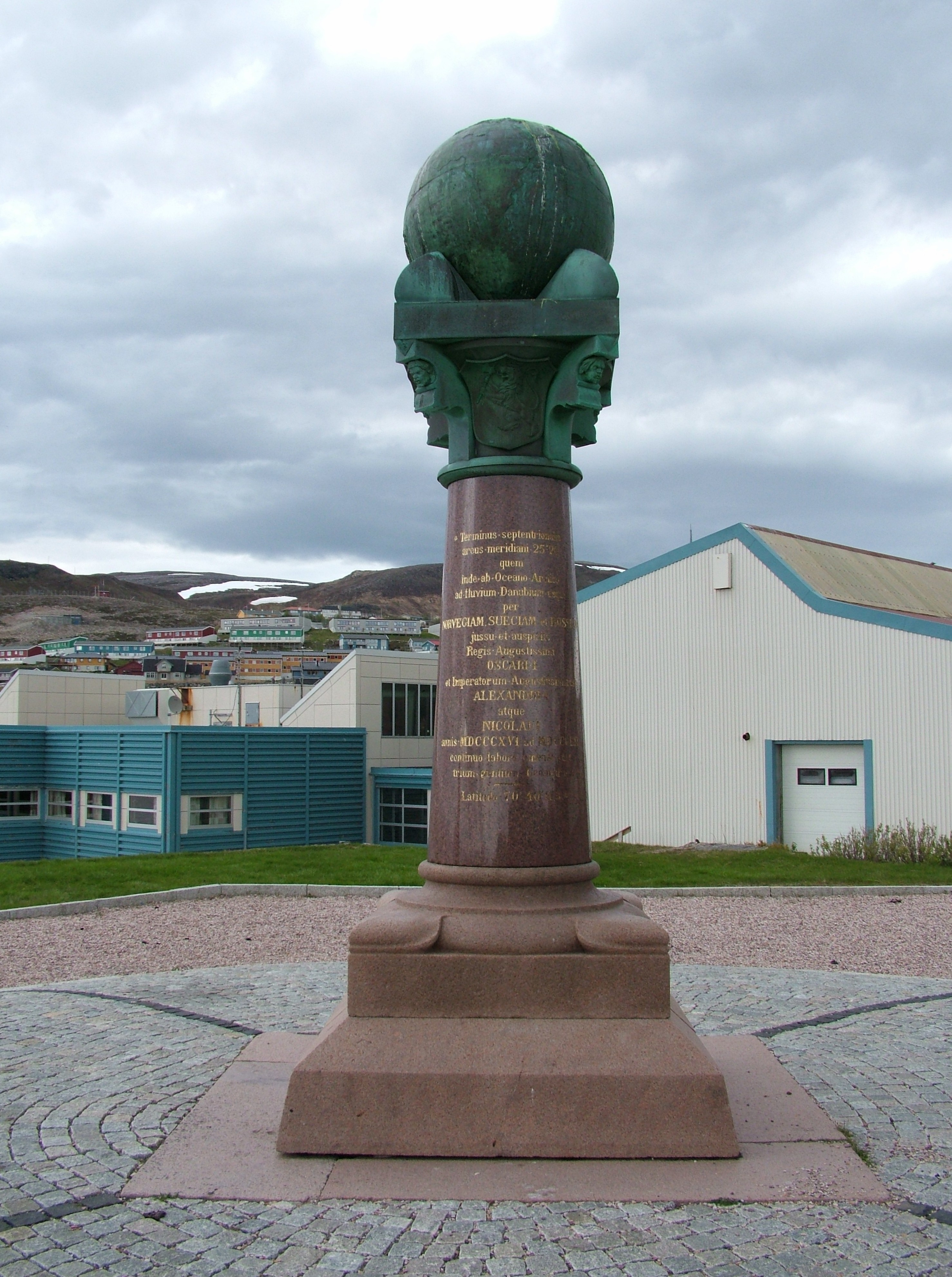
シュトルーヴェの測地弧 - (2005年、文化遺産)

### 祝祭日
| 日付           | 日本語表記       | ラトビア語表記                                | 備考                                                                                               |
| -------------- | ---------------- | --------------------------------------------- | -------------------------------------------------------------------------------------------------- |
| 01月01日       | 元日             | Jaunais Gads                                  | |
| 復活祭の前々日 | 聖金曜日         | Lielā Piektdiena                              | |
| 移動祝日       | 復活祭           | Pirmās Lieldienas                             | |
| 復活祭の翌日   | 復活祭月曜日     | Otrās Lieldienas                              | |
| 05月01日       | メーデー         | Darba svētki                                  | 1920年の憲法制定会議の招集もこの日なので、同時に祝われる。                                         |
| 05月04日       | 独立宣言の日     | Neatkarības deklarācijas pasludināšanas diena | 1990年のこの日に、ラトビアは、ソビエト連邦からのその独立およびラトビア共和国の独立回復を宣言した。 |
| 05月第2日曜日  | 母の日           | Mātes diena                                   | |
| 06月23日       | リーグァの日     | Līgo Diena                                    | |
| 06月24日       | 聖ヨハネの日     | Jāņi                                          | |
| 11月18日       | 独立記念日       | Latvijas Republikas proklamēšanas diena       | 第一ラトビア共和国の独立は1918年のこの日に宣言された。                                             |
| 12月25日       | クリスマス       | Ziemassvētki                                  | |
| 12月26日       | ボクシング・デー | 2. Ziemassvētki                               | |
| 12月31日       | 大晦日           | Vecais Gads                                   | |

### スポーツ
アイスホッケー
アイスホッケーはラトビアで最も人気のスポーツである。プロリーグとしては、1931年から開催されているラトビア・ホッケー・ハイアー・リーグが存在する。アイスホッケーは1920年代から行われており、国際アイスホッケー連盟（IIHF）のメンバーでもある。近年ではNHLでプレーする選手を輩出している。
サッカー
ラトビアではサッカーも人気のスポーツであり、1992年にプロサッカーリーグのヴィルスリーガが創設された。リーグ開始年からスコントFCが13連覇を達成したものの、2016年に財政破綻しクラブは解散した。ラトビアサッカー連盟（LFF）によって構成されるサッカーラトビア代表は、これまでFIFAワールドカップには未出場である。しかし、UEFA欧州選手権には2004年大会で悲願の初出場を果たしている。UEFAネーションズリーグでは、2022-23シーズンはグループDに属した。ラトビア人の代表的なサッカー選手としては、QPRやレディングなどで活躍したカスパルス・ゴルクシュスが挙げられる。
その他の競技
ラトビアでは古くからバスケットボールが盛んであり、ユーロバスケットではリトアニア代表と覇権を争った。旧ソ連時代にはウリャーナ・セミョーノヴァを輩出し、1976年モントリオール五輪や1980年モスクワ五輪で女子代表は金メダルを獲得した。さらにボブスレーやリュージュなどのそり競技にも伝統的に力を入れている。フィギュアスケートでは、2022年のヨーロッパ選手権銅メダリストのデニス・ヴァシリエフスはダウガフピルスの出身であり、2016-17シーズンよりスイスに練習拠点を移しステファン・ランビエールに師事している。

## 関連書籍
- アルタ・タバカ編『リガ案内』（土曜社、2012年）